# Kimberly Bryant
Kimberly Bryant est une ingénieure en électricité afro-américaine qui a travaillé dans le domaine de la biotechnologie chez Genentech, Novartis Vaccines, Diagnostics et Merck. 
En 2011, Bryant fonde Black Girls Code, une organisation à but non lucratif qui se concentre sur l'enseignement de la technologie et de la programmation informatique aux afro-américaines. Après avoir fondé Black Girls Code, Bryant est répertoriée parmi les « 25 Afro-Américains les plus influents en technologie » par Business Insider.

## Biographie

### Enfance et éducation
Bryant est née et a grandi à Memphis dans le Tennessee) d'une mère célibataire au sein du mouvement des droits civiques. Elle s'est autoproclamée comme une « fille ringarde », excellant en mathématiques et en sciences à l'école. Elle obtient une bourse pour étudier à l'Université Vanderbilt en 1985, et elle envisage de devenir ingénieure civile. Attirée par des technologies telles que la puce électronique, l'ordinateur personnel et le téléphone portable, elle change de spécialité et obtient un diplôme en génie électrique et des avec spécialités en informatique et en mathématiques,,.

### Carrière
Au début de sa carrière, Bryant a occupé des postes dans les entreprises d'électricité Westinghouse Electric et DuPont. Bryant passera ensuite aux domaines de biotechnologie puis aux sociétés pharmaceutiques, où elle a travaillé chez Pfizer, Merck, Genentech et Novartis,. 

#### Black Girls Code
Bryant fonde Black Girls Code en 2011, après que sa fille exprime son intérêt pour l'apprentissage de la programmation informatique. En recherchant des cours  dans la Bay de San Francisco, elle constate qu'aucun n'estt bien adapté à sa fille. L'audience est principalement masculine, et les filles afro-américaines très rarement présentes. Ayant elle-même été isolée pendant ses études et son travail, elle souhaite un meilleur environnement pour sa fille. Bryant espère que cet effort permettra aux jeunes filles, en particulier celles issues de populations minoritaires, de rester impliquées dans les STIM et d'accroître la sensibilisation sur le terrain. Les femmes afro-américaines représentent moins de 3% de la main-d'œuvre dans l'industrie de la technologie et Black Girls Code milite pour changer et augmenter ce pourcentage,.
Black Girls Code enseigne la programmation informatique aux filles d'âge scolaire dans le cadre de programmes périscolaires et d'été. L'organisation à but non lucratif basée à San Francisco a pour objectif d'apprendre à un million de filles noires à coder d'ici 2040. L'organisation a déjà formé 3 000 filles dans des villes des États-Unis et à Johannesburg, en Afrique du Sud, avec des plans pour huit autres villes. 
En août 2017, Bryant a été impliquée dans le refus d'un don de 125 000 $ par Uber, qu'elle a considéré comme «peu sincère». Le don faisait suite à des allégations de harcèlement sexuel chez Uber. Bryant a également noté dans son refus, que Girls Who Code s'est vu offrir dix fois le montant offert à Black Girls Code. En février 2018, Black Girls Code s'est associé au concurrent d'Uber, Lyft,  Bryant considérant que leurs valeurs étaient mieux alignées sur les siennes.
Bryant est une influenceuse pour l'inclusion dans le domaine de la technologie, et s'est exprimée sur ce sujet lors d'événements tels que TedX Kansas City, TedX San Francisco, Platform Summit, Big Ideas Festival et SXSW,,.
Bryant siège au Conseil national des champions du National Girls Collaborative Project, une organisation caritative dont la vision est de rassembler des organisations à travers les États-Unis qui se sont engagées à informer et à encourager les filles à poursuivre une carrière dans les STIM. Elle siège également au conseil d'administration de l' Alliance K-12 du Centre national pour les femmes et les technologies de l'information (NCWIT), un groupe dédié à la création d'un accès à une éducation informatique inclusive pour les filles du monde entier.
En 2012, Bryant a reçu le prestigieux Jefferson Award for service à communauté, en reconnaissance pour son travail de soutien aux communautés de la région de la Baie de San Francisco avec Black Girls Code.
En 2013, Bryant est reconnue par la Maison-Blanche «championne du changement pour l'inclusion technologique»,. La même année, elle est élue parmi les 25 Afro-Américains les plus influents dans le domaine technologique par Business Insider,  reçoit le «Pahara-Aspen Éducation Fellowship» et est nommée sur les listes The Root 100 et Ebony Power 100,.
En 2014, Bryant reçoit le prix pour le progrès social du Smithsonian Magazine. Elle est aussi l'une des lauréates du prix POLITICO Women Who Rule Award.
En 2019, Bryant est l'une des 65 finalistes dans 13 catégories à présenter leurs projets lors des 22e prix annuels de l'innovation interactive présentés par KPMG . Elle reçoit également le prix SXSW Interactive Festival Hall of Fame,.